# Antal Géza (teológus)
Antal Géza (Tata, 1866. március 17. – Pápa, 1934. december 30.) a Dunántúli Református Egyházkerület püspöke 1924-től haláláig, teológus, vallásfilozófus.

## Életpályája
A gimnáziumot Tatán és Pápán végezte. A teológiát Pápán (1882-85 között), majd Utrechtben (1885-88) hallgatta. Közben meglátogatott több német egyetemet is; ebben az időben ismerte meg későbbi feleségét is, akivel 1888-ban kötötték össze az életüket. Ugyanattól az évtől kezdve rendes tanár lett a pápai református főgimnáziumban. Kisebb terjedelmű teológiai és filozófiai tárgyú dolgozatokat írt a Sárospataki Lapokba, Protestáns Egyházi és Iskolai Lapba, a Dunántúli Protestáns Lapba, a Magyar Philosophiai Szemlébe és a Protestáns Szemlébe.

## Művei
1. Die holländische Philosophie im XIX. Jahrhundert. (Utrecht, 1888.)
2. Koloman von Tisza. (Utrecht, 1889.)
3. Fichte J. G. és az eticizmus az ujabb vallásbölcsészetben. Pápa 1891.

## Ajánlott irodalom
- Új magyar irodalmi lexikon I. (A–Gy). Főszerk. Péter László. Budapest: Akadémiai. 1994.  ISBN 963-05-6805-5